# Parliament Street (Exeter)

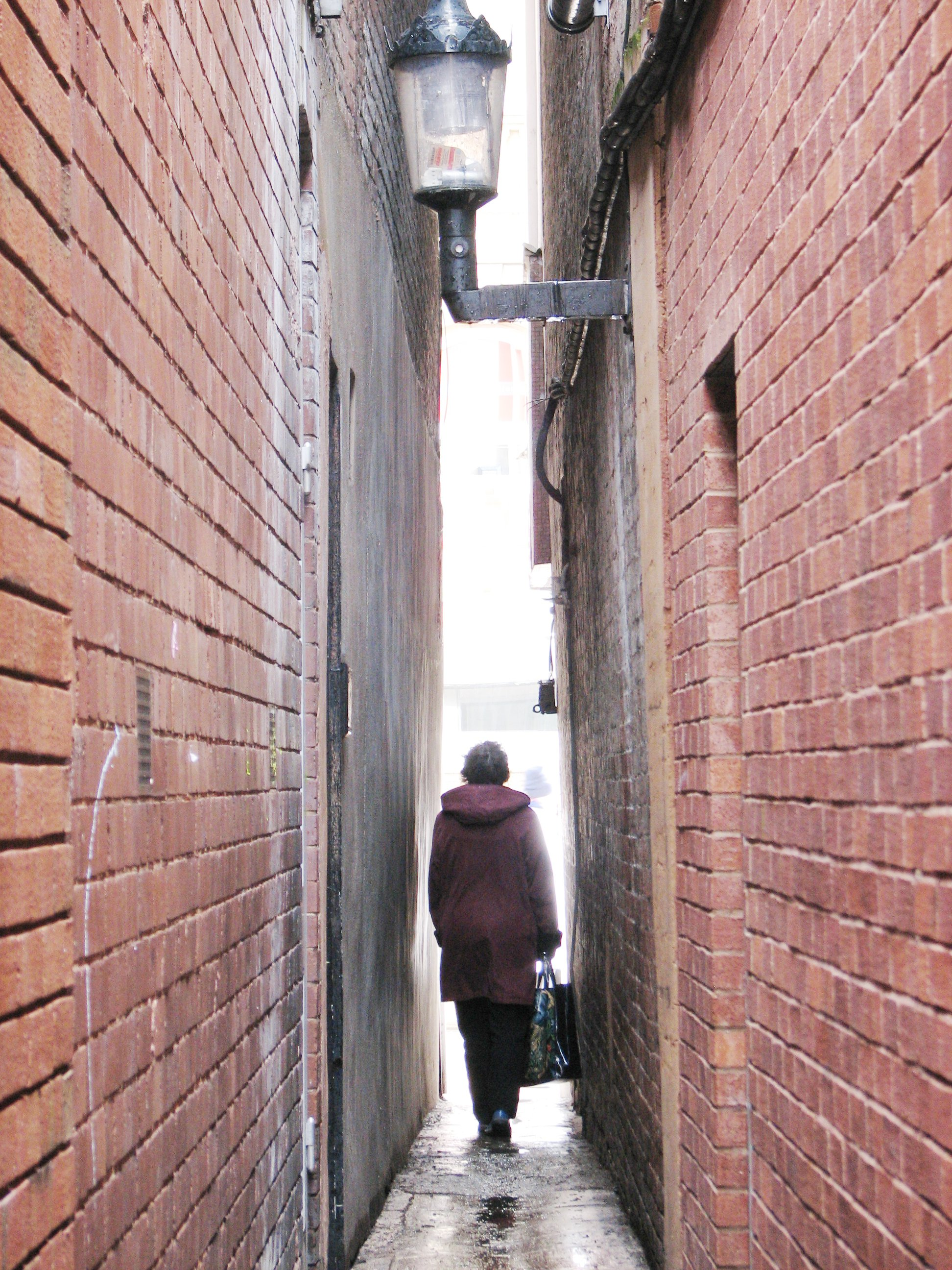
Il n'est pas facile pour deux personnes de se croiser dans Parliament Street

Parliament Street est une rue de la ville d'Exeter, Devon, Angleterre. 

## Situation et accès
Cette voie de 50 m de long relie High Street à Waterbeer Street et date du XIVe siècle. Avec une largeur d'environ 0,64 m dans sa partie la plus étroite et 1,22 m dans sa partie la plus large, Parliament Street est parfois considérée comme la rue la plus étroite du monde, bien que ce titre revienne en réalité à la Spreuerhofstraße à Reutlingen, Allemagne.

## Origine du nom
Elle était auparavant nommée Small Lane, mais a été renommée quand le Parlement a été ridiculisé par le conseil municipal pour avoir adopté le 1832 Reform Bill. En 1836, les habitants de Waterbeer Street ont souscrit à hauteur de 130£ pour élargir Parliament Street, mais rien n'a été fait.

## Plaque commémorative
À l'entrée de Parliament Street depuis High Street, une plaque en métal indique la largeur de la rue et revendique le titre de "rue la plus étroite du monde".